# Білозерка (Росія)
Білозе́рка (рос. Белозёрка) — село у складі Октябрського району Оренбурзької області, Росія.

## Населення
Населення — 441 особа (2010; 605 у 2002).
Національний склад (станом на 2002 рік):
- росіяни — 90 %